# Adelaide (flod)

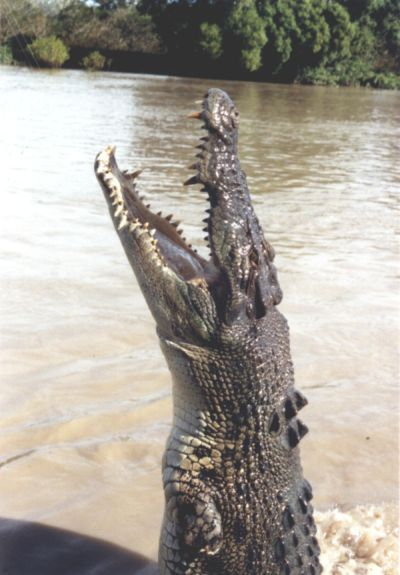
Hoppande krokodil i Adelaidefloden.

Adelaide är en flod i Northern Territory i Australien. Den rinner upp i Litchfield National Park och flyter huvudsakligen norrut till Clarence Strait. Den korsas av Stuart Highway vid orten Adelaide River, och Arnhem Highway nära Humpty Doo.
Floden är känd för stora mängder saltvattenkrokodiler, tillsammans med annat djurliv.
Den västerlänning som först upptäckte floden var John Mac-Douall Stuart, vilket skedde 1862.